# Cheer-Accident
Cheer-Accident est un groupe de rock indépendant américain, originaire de Chicago, dans l'Illinois. Il est mené par le pianiste Thymme Jones. Le groupe compte plusieurs albums sur son propre label Complacency Records, avant de signer chez Skin Graft Records.

## Biographie
Le premier album de Cheer-Accident, Life Isn't Like That, est publié en 1986, après lequel Drummond et Greenlees quittent le groupe. Ils sont remplacés par le bassiste Chris Block et le guitariste Jeff Libersher. Leur deuxième album, Sever Roots, Tree Dies (1988), est produit et mixé par Phil Bonnet. Leur EP Dumb Ask (1990), est produit par Steve Albini, puis le groupe signe au label britannique Neat Records. Cependant, l'album est faiblement pressé à cause de restrictions de leur label ; le groupe décide alors de revenir au label Complacency Records avec Bonnet, qui, à cette période, les rejoint à la guitare. Block quitte le groupe en 1992 et est remplacé par Dan Forden, après quoi le groupe revient en studio.
En 1994, le groupe publie The Why Album et aide à démarrer une émission appelée Cool Clown Ground. Albini enregistre leur prochain album, Not a Food (enregistré en juillet 1994, puis publié en 1996). Peu après ces sessions, Forden quitte le groupe, et est remplacé par Dylan Posa (ex-The Flying Luttenbachers). À cette période, les membres de Cheer-Accident collaborent régulièrement avec d'autres artistes de Chicago comme U.S. Maple, Bobby Conn, Gastr del Sol, et Smog.
En janvier 1999, Phil Bonnet meurt d'une rupture d'anévrisme alors que le groupe enregistre son huitième album, Salad Days. Le groupe décide de continuer avec Jamie Fillmore comme remplaçant pour Bonnet à la guitare. Aussi, une session datant de 1997, avec une chanson de 52 minutes intitulée Trading Balloons, est publié en EP. Salad Days est finalement publié chez Skin Graft Records en octobre 2000. Le groupe joue occasionnellement avec Harvey Sid Fisher. En 2001, Fischer et e groupe collabore sur une reprise de 52 Girls pour l'album hommage Wigs on Fire!, publié chez Nihilist Records. En 2003, le groupe enregistre un autre album pour Skin Graft, Introducing Lemon, et la bande-son du comic-book Gumballhead the Cat. En 2006, Cheer-Accident joue au North East Sticks Together de Boston.

## Discographie
- 1986 : Life Isn't Like that (cassette)
- 1988 : Sever Roots, Tree Dies (Complacency Records)
- 1989 : Vasectomy (cassette)
- 1990 : Dumb Ask
- 1991 : Babies Shouldn't Smoke (Complacency)
- 1994 : The Why Album (Complacency)
- 1996 : Not a Food (Pravda Records)
- 1997 : Enduring the American Dream (Pravda Records)
- 2000 : Trading Balloons  (cassette)
- 2000 : Salad Days (Skin Graft Records)
- 2002 : Variations on a Goddamn Old Man (Vol. 1)
- 2003 : Introducing Lemon (Skin Graft)
- 2004 : Gumballhead the Cat (Skin Graft ; CD et comic book)
- 2004 : Younger Than You Are Now: 1981-1984
- 2005 : Variations on a Goddamn Old Man (Vol. 2)
- 2006 : What Sequel? (Pravda Records)
- 2007 : Variations on a Goddamn Old Man (Vol. 2.1, CD-R)
- 2008 : Variations on a Goddamn Old Man(Vol. 3)
- 2009 : Fear Draws Misfortune (Cuneiform Records)